# 163
| [ Edytuj tabelę ] |                                                   |
| Cesarz Chin       | - 146 Han Huandi 168                              |
| Władca Korei      | - 146 Ch’adae 165                                 |
| Papież            | - 155 Anicet 166                                  |
| Król Partów       | - 147 Wologazes IV 191                            |
| Cesarz Rzymu      | - 161 Marek Aureliusz 180 - 161 Lucjusz Werus 169 |

Rok 163 / CLXIII
stulecia: I wiek ~
II wiek ~
III wiek

lata: 153 «
158 «
159 «
160 «
161 «
162 «
163
» 164
» 165
» 166
» 167
» 168
» 173

## Wydarzenia
- Azja
  - w walkach z Partami Rzymianie odbili Armenię i wdarli się do Mezopotamii

## Urodzili się
- Xun Yu - doradca Cao Cao

## Zmarli
- Ma'nu VIII władca Osroene